# Гюлистан (литературная группа)
Гюлистан (азерб. Gülüstan) — азербайджанское литературное общество, основанное Аббасгулу-ага Бакихановым в селе Амсар в 1835 году.

## История
В 1835 году Аббасгулу-ага Бакиханов переезжает в своё имение в селе Амсар Кубинского уезда. В этом же году к нему приезжают друзья, поэты Эмирали Тагирджальский и Абдуллах Алкадари. Бакиханов по совету и с помощью друзей организует литературное общество «Гюлистан». Признанные поэты и интеллигенты Губы собрались вокруг него и проводили время, читая свои стихи или беседуя на литературные и другие темы. После создания «Гюлистан» становится известным на весь округ Губы. Люди приходили слушать мудрые речи Бакиханова. В обществе читали, разбирали и писали подражательные стихотворения на произведения классиков восточной литературы: Фирдоуси, Низами, Джами, Хафиза, Физули и других. Иногда на мероприятия общества приходили также поэты из Дербента. Из-за того, что Бакиханову часто приходилось ездить в Тифлис для издания русского перевода «Гюлистан-и Ирам», мероприятия группы отменялись. А после смерти писателя, через время «Гюлистан» вовсе распался.

## Участники
- Аббасгулу-ага Бакиханов
- Абдуллах Алкадари
- Эмирали Тагирджальский
- Мирза Мохсун Хаяли[6]